# جديدة الوادي
جديدة الوادي أو جديدة الشيباني هي بلدة سورية تبعد عن مركز مدينة دمشق 15 كم وهي إحدى مصايف وأماكن التنزه والسياحة في ريف دمشق المشهورة بمصايفها، وتقع البلدة ضمن منطقة وادي بردى، تتبع جديدة الوادي إدارياً لمحافظة ريف دمشق.